# Station Danowo
Station Danowo was een spoorwegstation in de Poolse plaats Danowo.